# Globorotalitidae
Globorotalitidae es una familia de foraminíferos bentónicos de la superfamilia Chilostomelloidea, del suborden Rotaliina y del orden Rotaliida. Su rango cronoestratigráfico abarca desde el Barremiense (Cretácico inferior) hasta el Maastrichtiense (Cretácico superior).

## Clasificación
Globorotalitidae incluye a los siguientes géneros:
- Conorotalites
- Globorotalites †